# 대한민국 형사소송법 제332조
대한민국 형사소송법 제332조는 몰수의 선고와 압수물에 대한 형사소송법의 조문이다.

## 조문
제332조(몰수의 선고와 압수물) 압수한 서류 또는 물품에 대하여 몰수의 선고가 없는 때에는 압수를 해제한 것으로 간주한다.

第332條(沒收의 宣告와 押收物) 押收한 書類 또는 物品에 對하여 沒收의 宣告가 없는 때에는 押收를 解除한 것으로 看做한다.

## 판례
- 압수해제의 간주가 있는 경우에 물품을 재압수할 수 있다[1]
- 압수되었다가 피고인에게 환부된 물건에 대한 몰할 수 있다[2]
- 몰수의 선고가 없어 압수가 해제된 것으로 간주되는 압수물에 관한 검사의 인도거부에 대해 준항고할 수 없다[3]

## 참고 문헌
- 손동권 신이철, 새로운 형사소송법(초판, 2013), 세창, 2013. ISBN 9788984114081